# 食蚜蝇科
食蚜蠅（學名：Syrphidae）亦稱花虻，是雙翅目下的一科昆蟲，外貌形似蜜蜂。成年的食蚜蠅主要以花蜜及花粉為食，經常會在花朵上停留，因此可替花授粉。食蚜蠅的幼蟲外形像是蛆，不同種類幼蟲的食物有所不同。有些類型的幼蟲是腐生生物，以腐化的植物及動物為食；另外一些類型的幼蟲是食蟲動物，獵食蚜蟲、牧草蟲及其他吮食植物的昆蟲。
目前已知有約6000種共200屬的食蚜蠅，除了南北極以外，世界各地都可以看到牠們的蹤跡。

## 分類
本科物種的棲息地廣泛分佈於陸地、海洋及鹹淡水交界，包括以下三個亞科：
- 管蚜蠅亞科 Eristalinae[3]
  - 斑眼食蚜蠅屬 Eristalinus Rondani, 1845
  - 管蚜蠅屬 Eristalis Latreille, 1804
  - 條胸蚜蠅屬 Helophilus Meigen, 1822
- 巢穴蚜蠅亞科 Microdontinae
- 食蚜蠅亞科 Syrphinae[3]
  - 異食蚜蠅屬 Allograpta Osten Sacken, 1875
  - 美蓝蚜蝇属 Melangyna
  - 墨蚜蝇属 Melanostoma Schiner, 1860[4]
  - 宽跗蚜蝇属（英语：Platycheirus） Platycheirus Le Peletier et Serville, 1828[4]
  - 食蚜蠅屬 Syrphus Fabricius, 1775
  - 書法蚜蠅屬 Toxomerus Macquart, 1855

## 生態

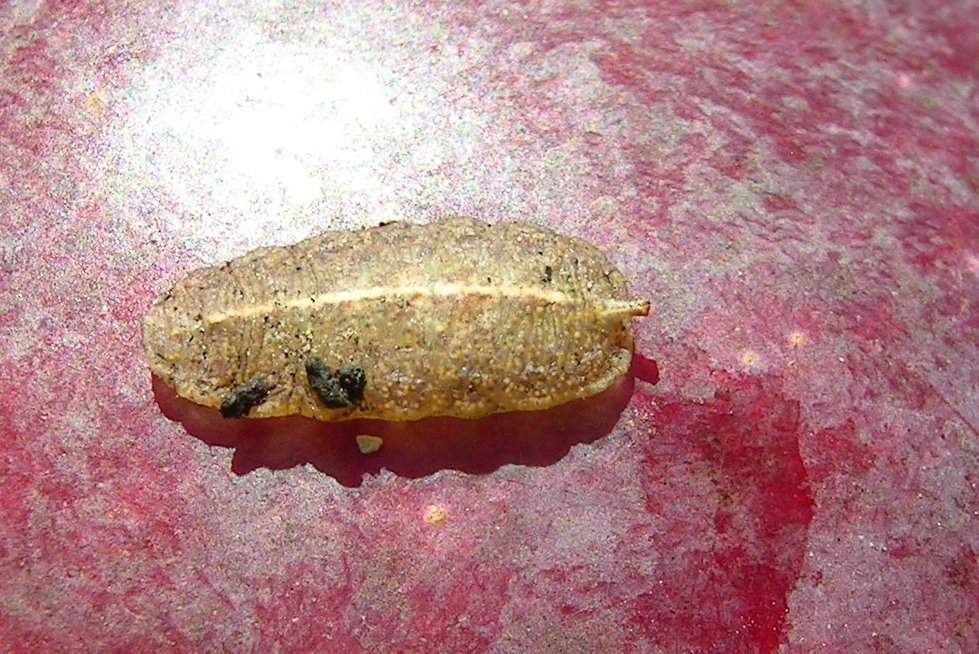
某種食蚜蠅的幼蟲。

在弱肉強食的自然環境中，貝氏擬態是弱勢方的一種避敵方法，食蚜蠅就是無毒者模仿有毒者的成功案例。通過偽裝成有螫針的蜜蜂，食蚜蠅就能夠安心暴露在花朵之上。雖然食蚜蠅形似蜜蜂，牠有和蜜蜂不同的特徵，如：超大的複眼、只有一對翅膀、擅長定點飛行等。

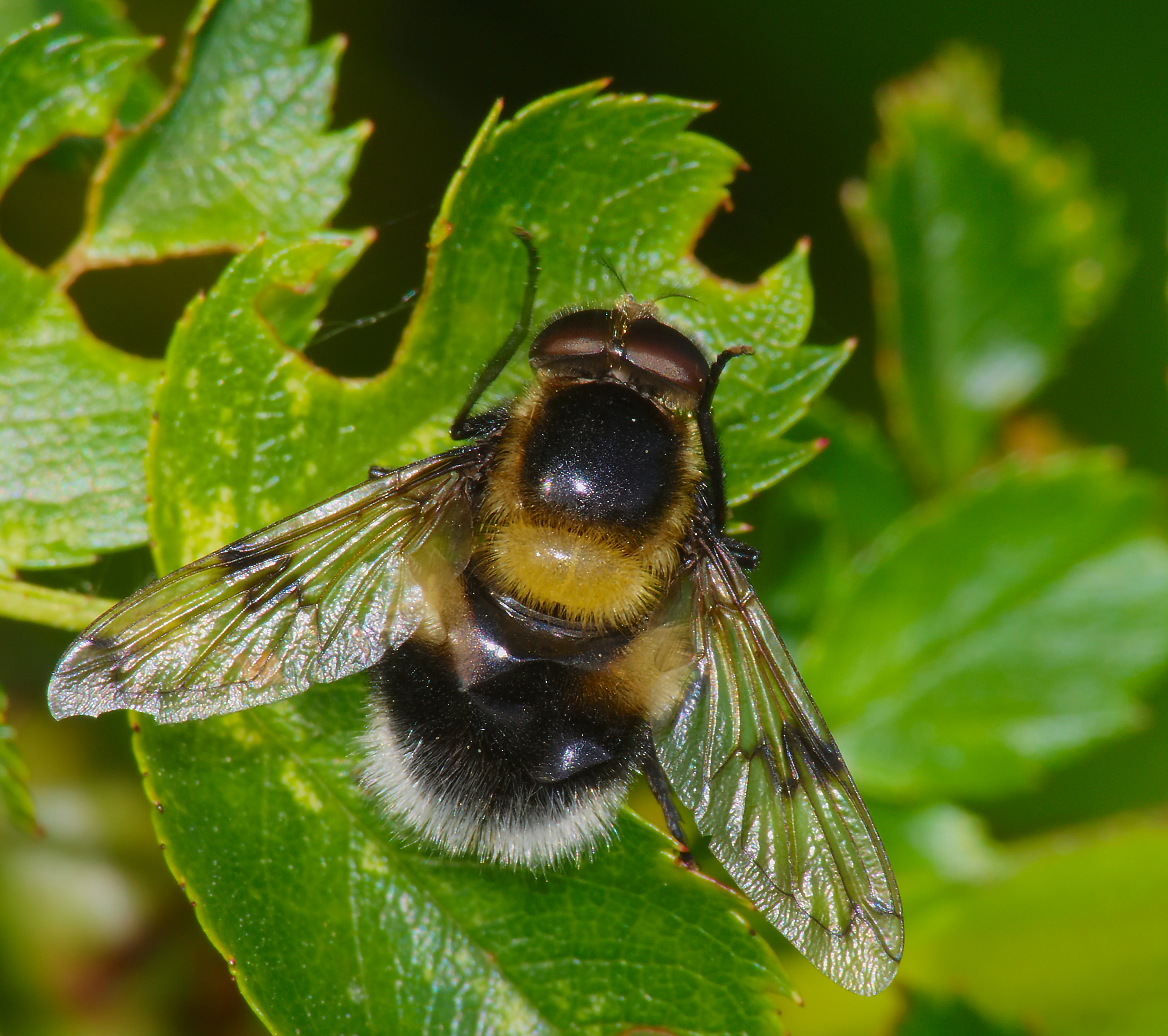
食蚜蠅的成蟲。

由於蚜蟲每年會造成無數的農作物損失，而獵食蚜蟲的食蚜蠅幼蟲是蚜蟲的天敵，因此食蚜蝇是一種益蟲。此外，有多種食蚜蠅幼蟲會吃傳播曲頂病的葉蟬等其它害虫，被人們用來減低害蟲數量。
有時在園藝種植上會使用一些植物來吸引食蚜蠅，如：香雪球、繖形蜂蜜花、星辰花、蕎麥、洋甘菊、荷蘭芹及蓍草。

## 各種食蚜蠅
（各種食蚜蠅的中文屬名皆取自臺灣物種名錄. 台灣中央研究院生物多樣性研究中心）

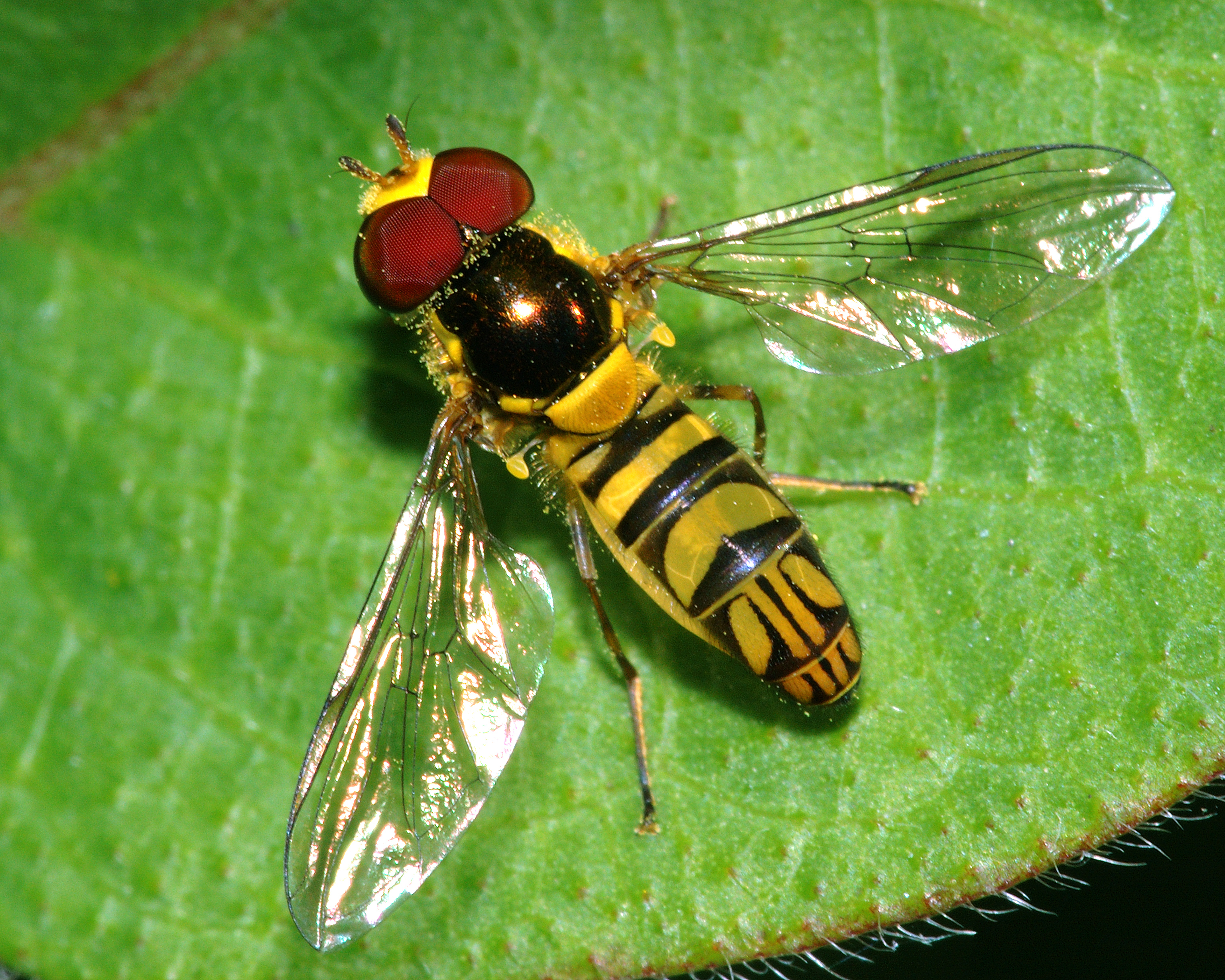
Allograpta obliqua （異彩蚜蠅屬）
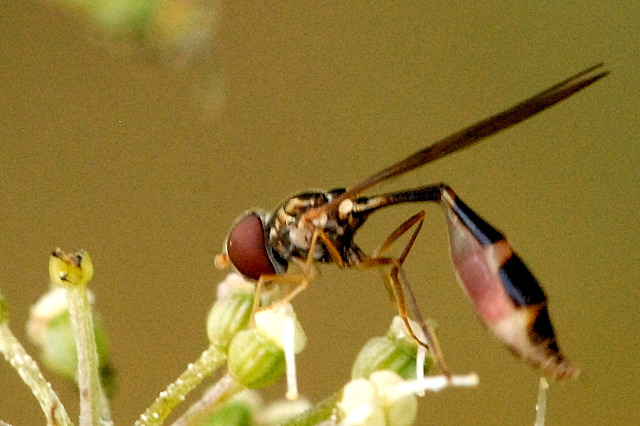
Baccha elongata （巴卡蚜蠅屬）
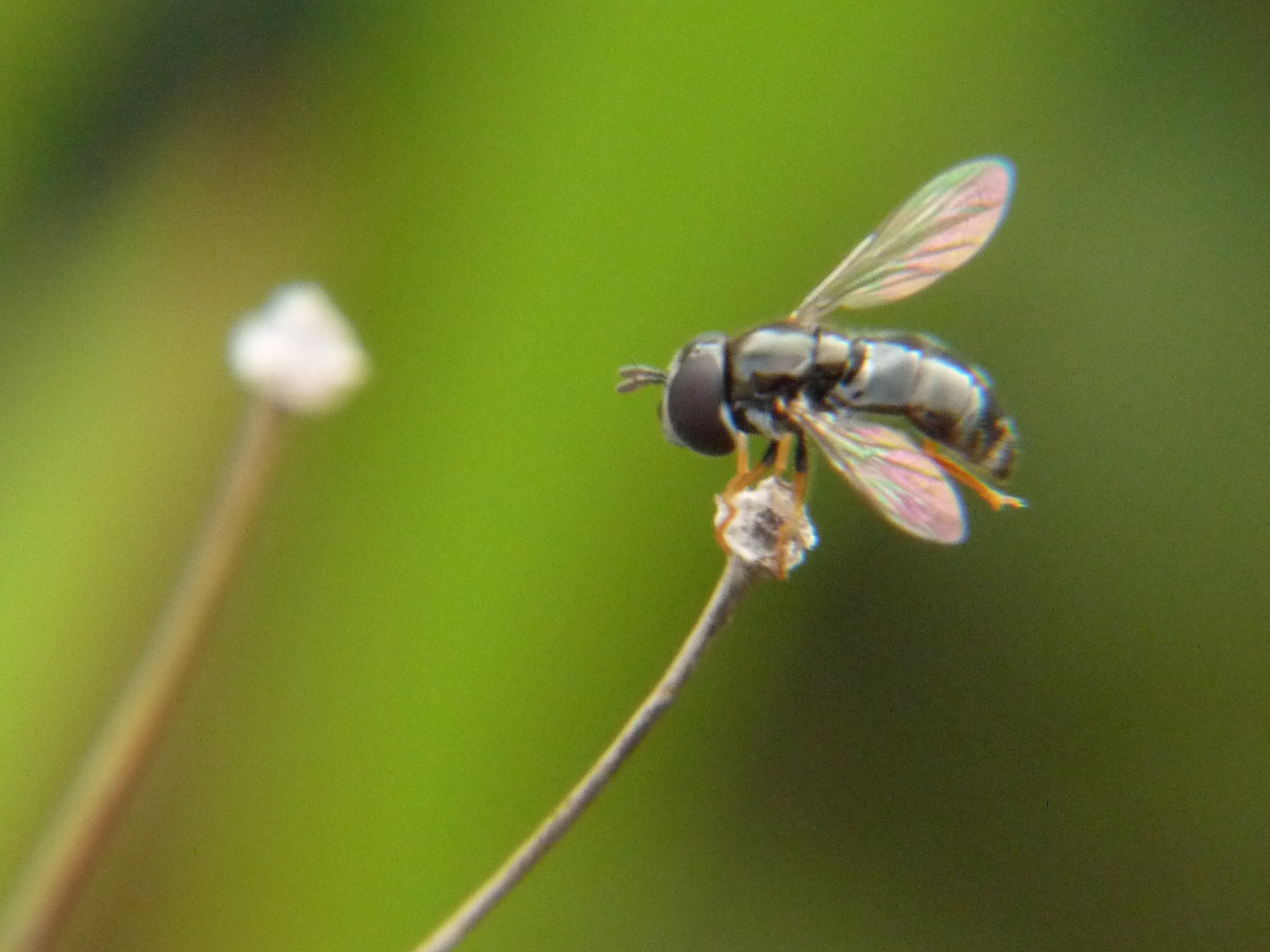
Betasyrphus serarius （甜菜蚜蠅屬）
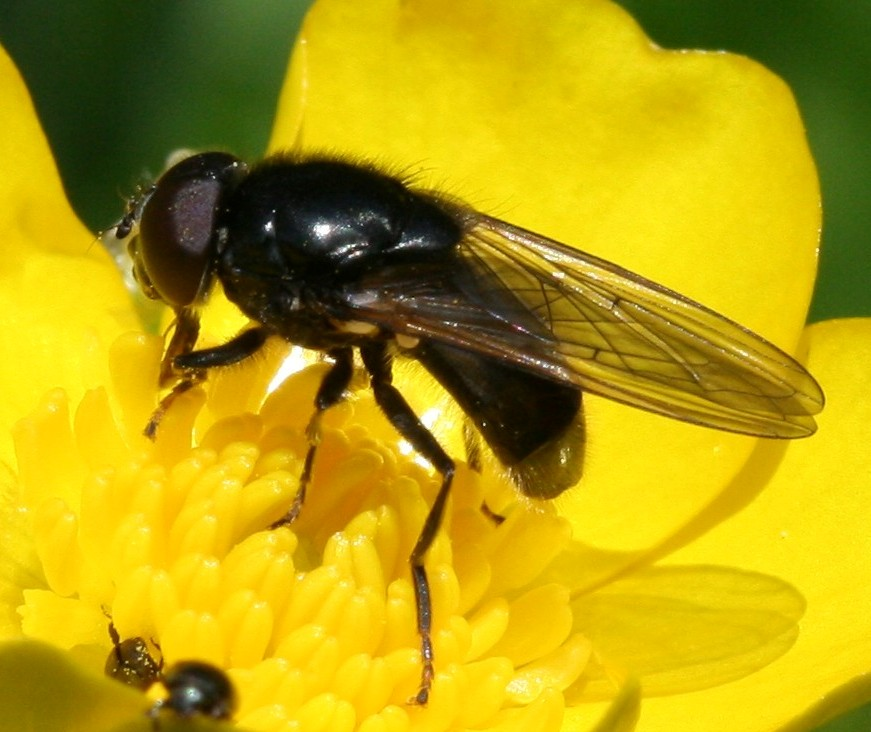
Cheilosia albitarsis （緣蚜蠅屬）
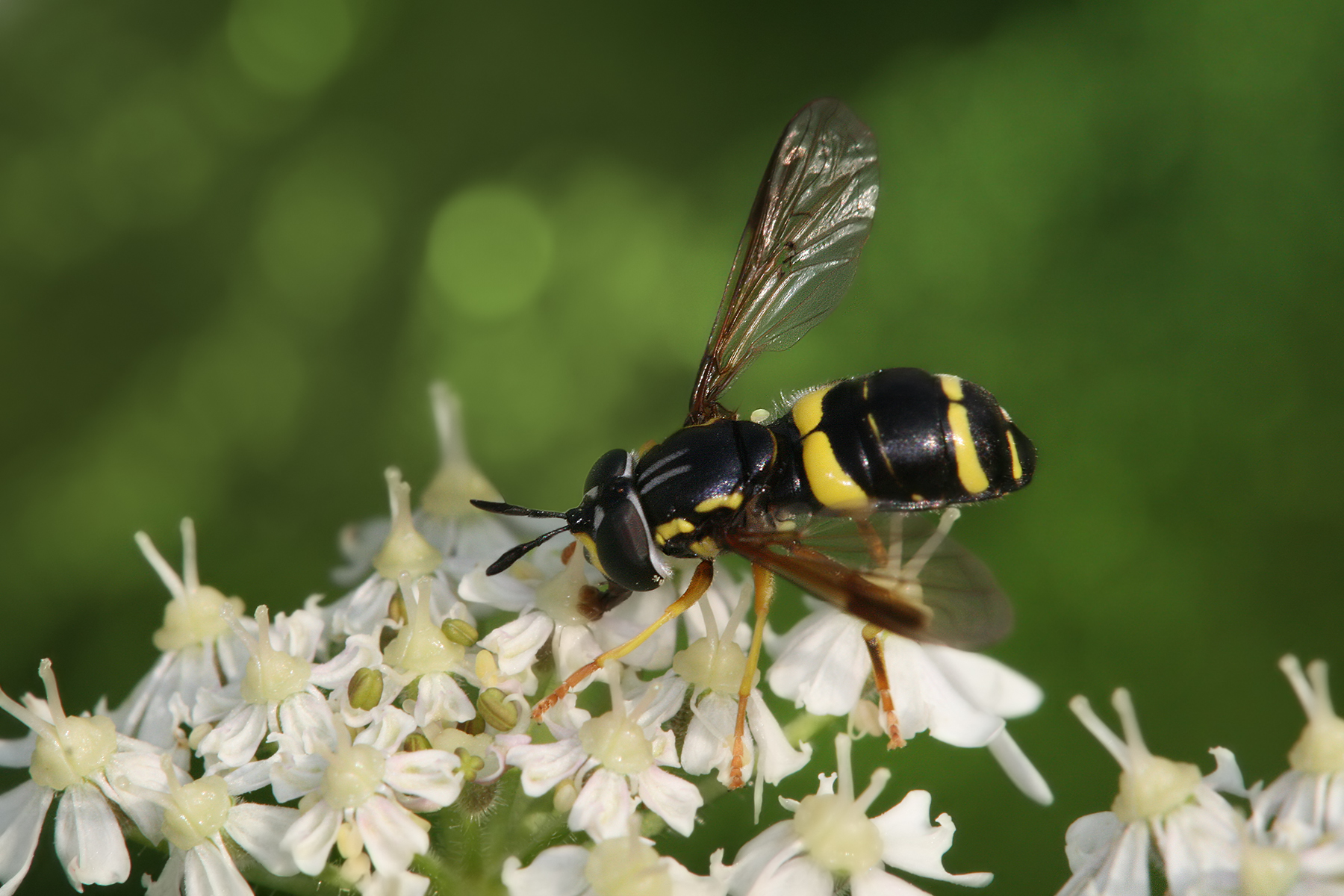
Chrysotoxum bicinctum （金弓蚜蠅屬）
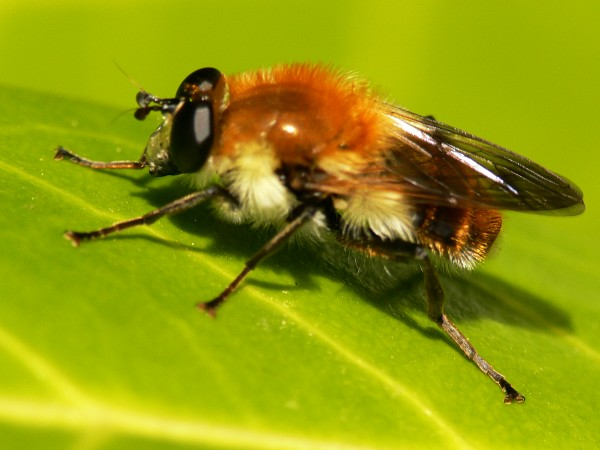
Criorhina floccosa （羊蚜蠅屬）
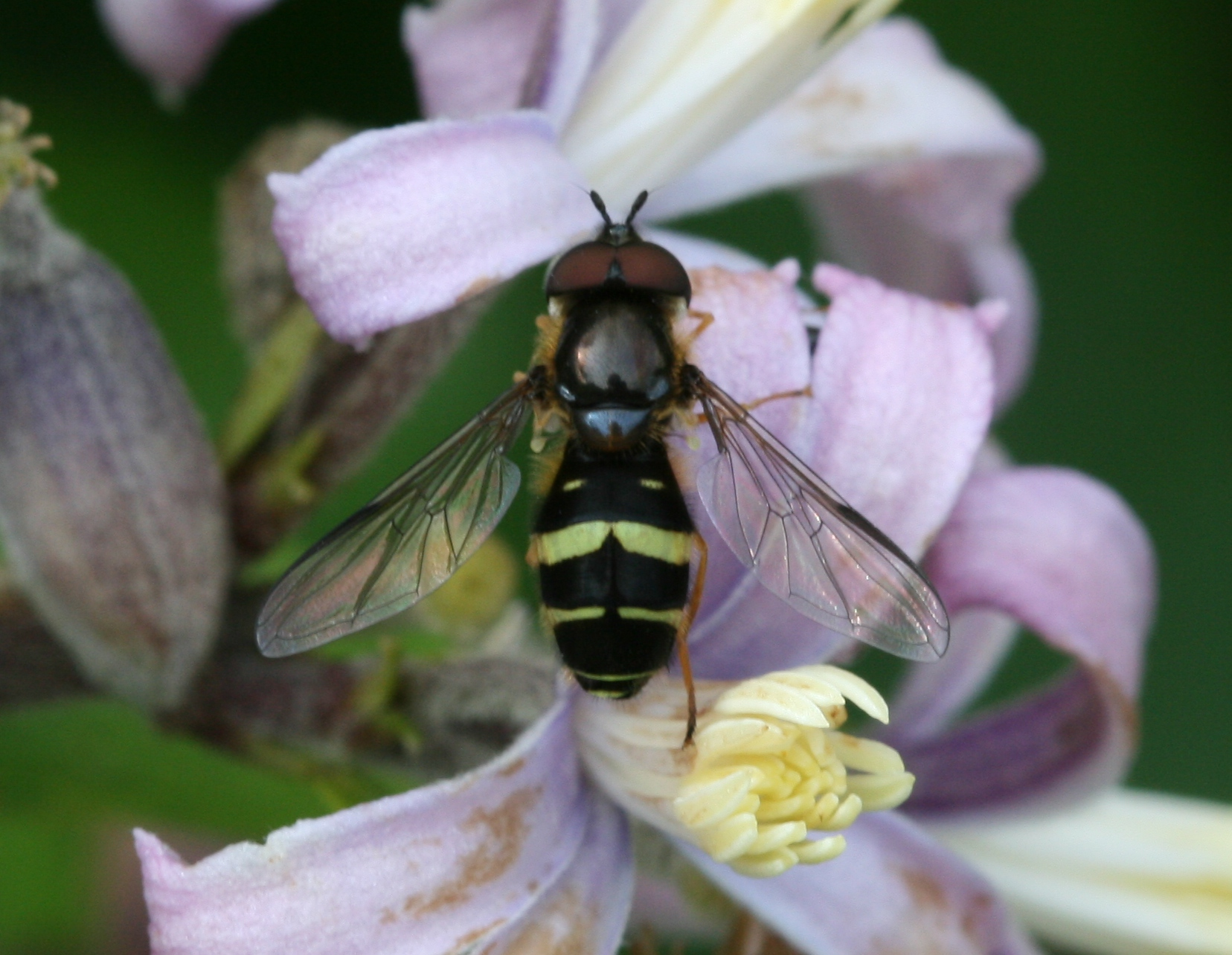
Dasysyrphus tricinctus （毛蚜蠅屬）
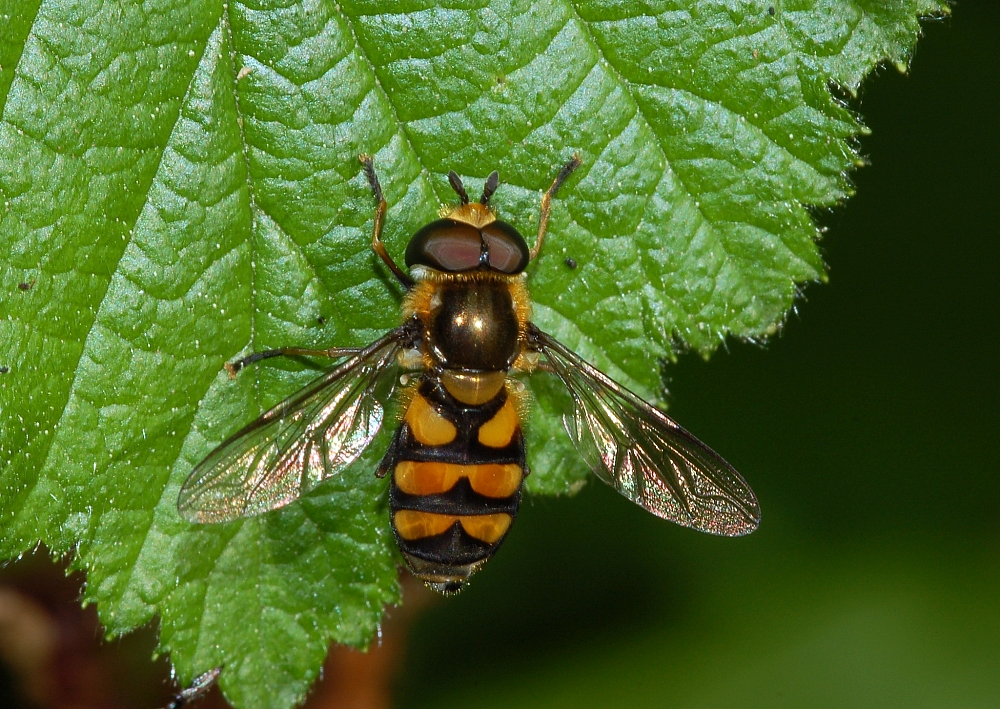
Didea fasciata （鳥蚜蠅屬）
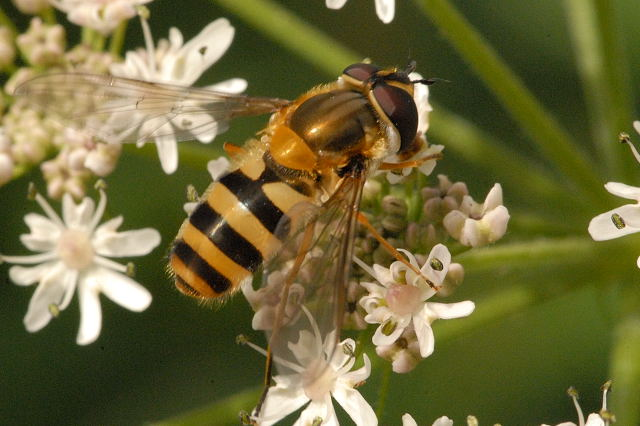
Epistrophe grossulariae （鼻蚜蠅屬）
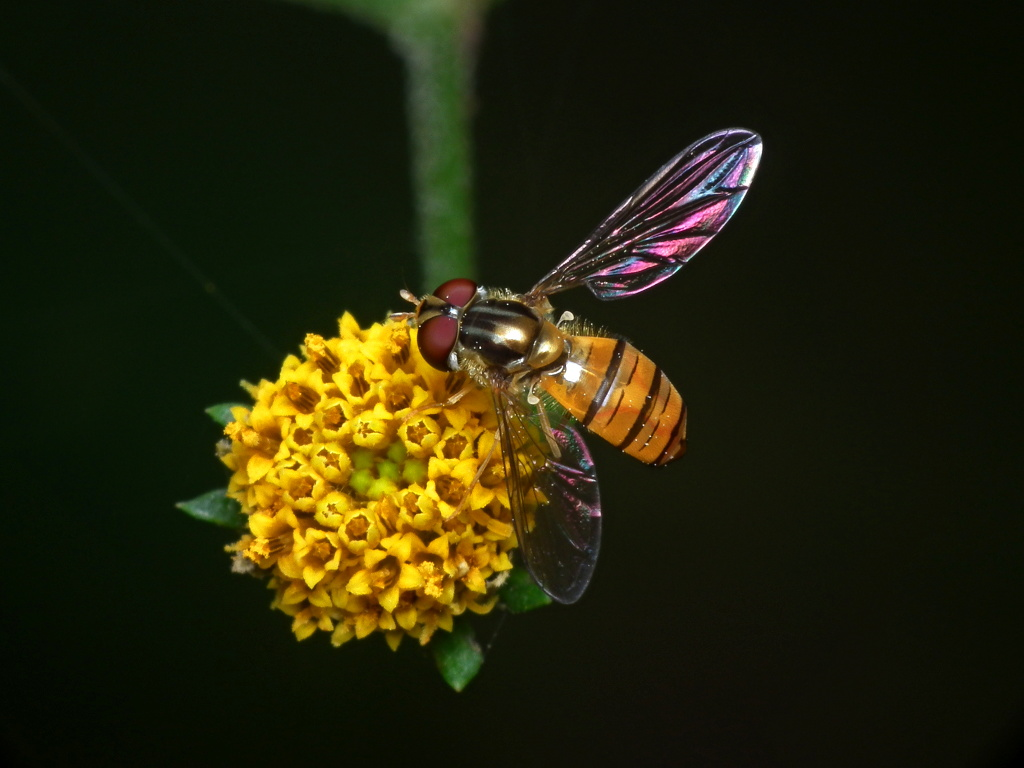
Episyrphus viridaureus （前蚜蠅屬）
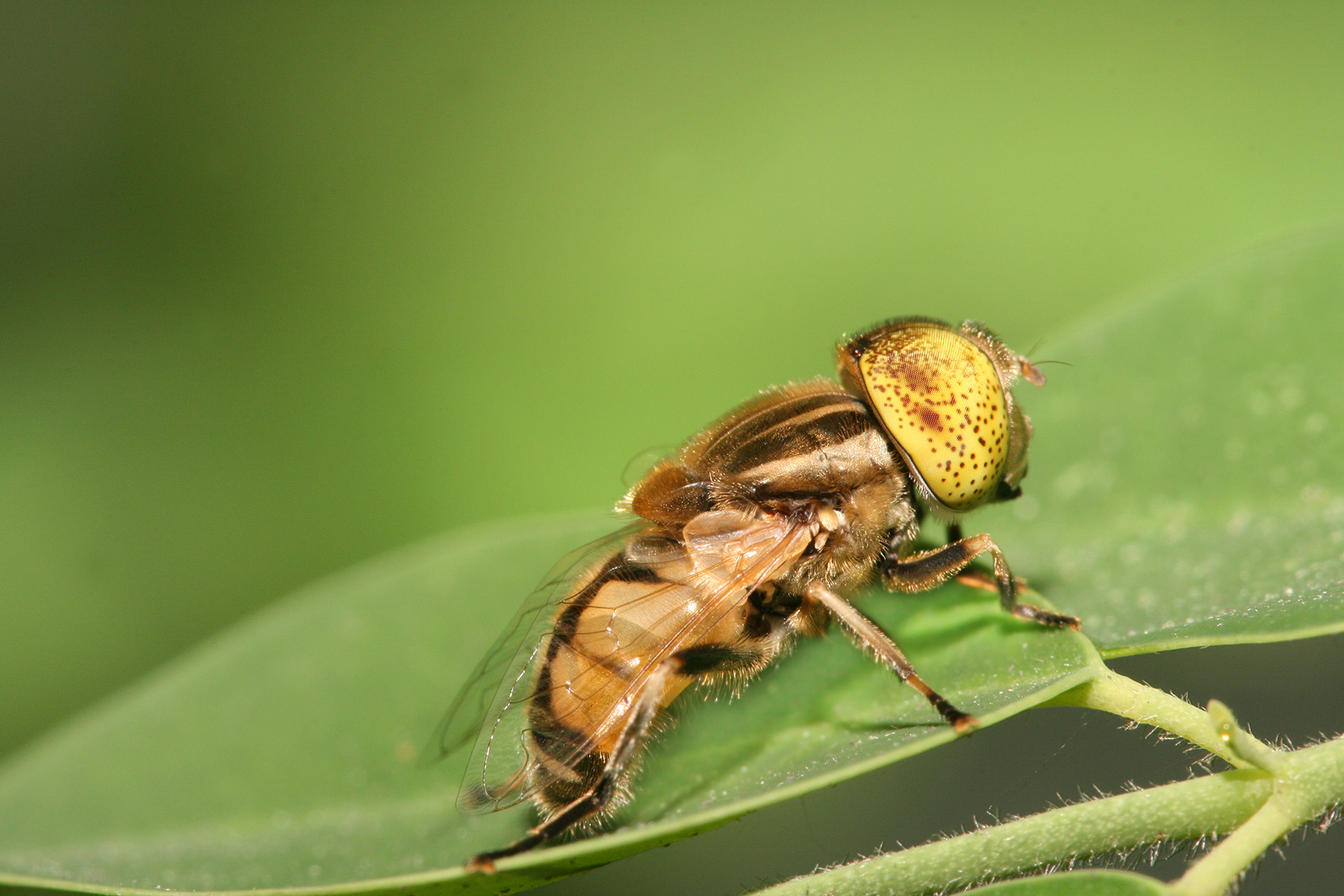
Eristalinus megacephalus （寶玉蚜蠅屬）
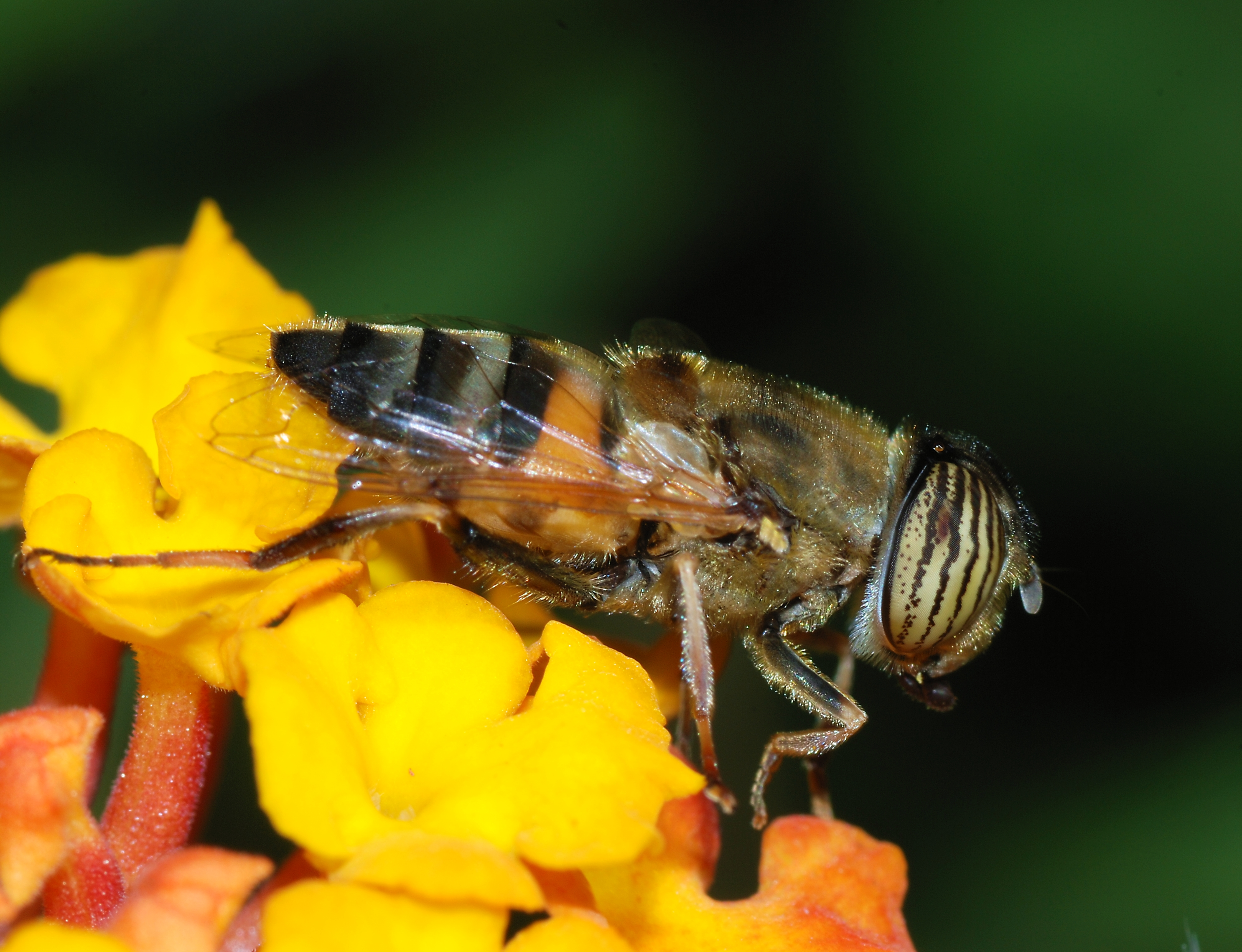
Eristalinus taeniops （寶玉蚜蠅屬）
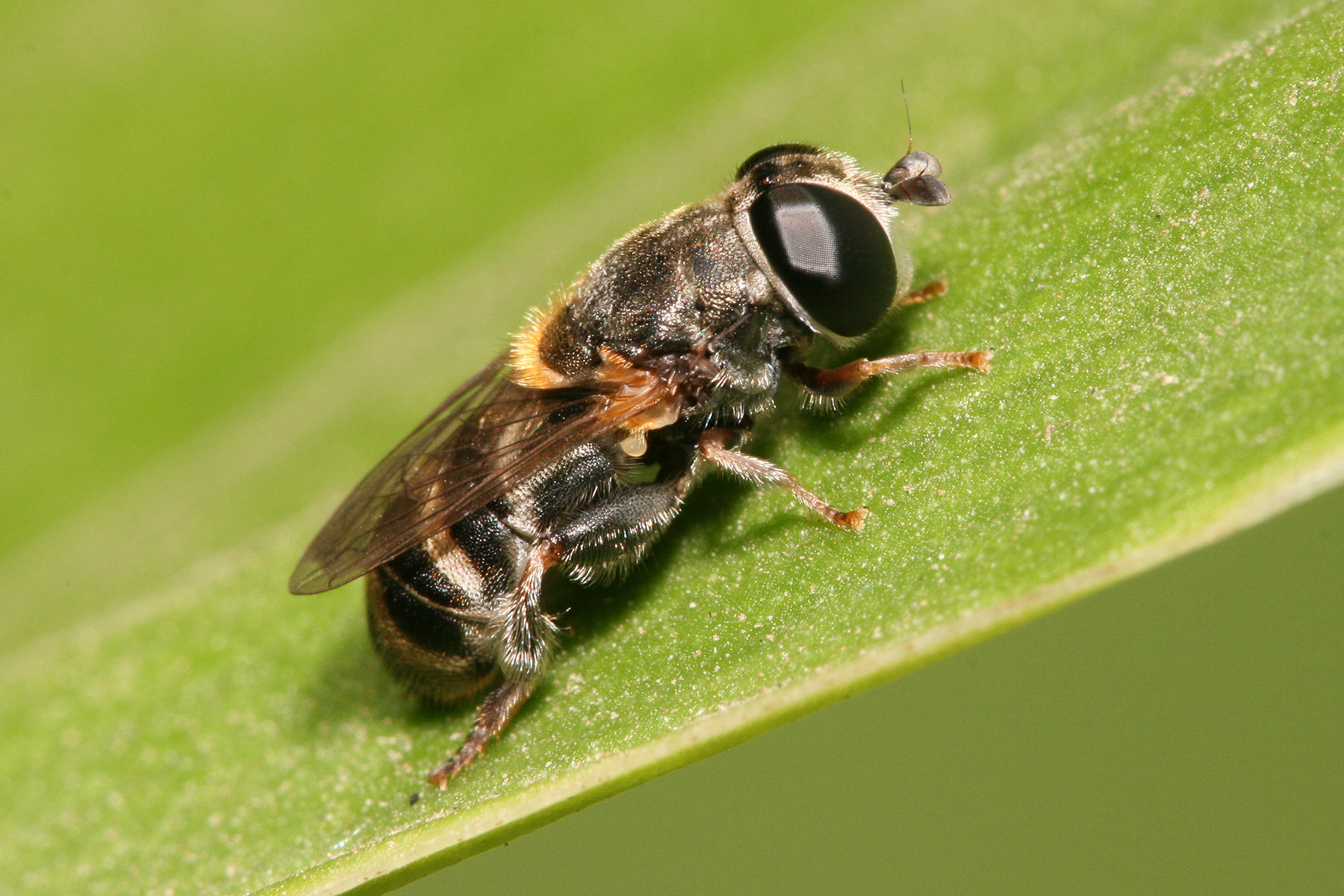
Eumerus feae （純真蚜蠅屬）
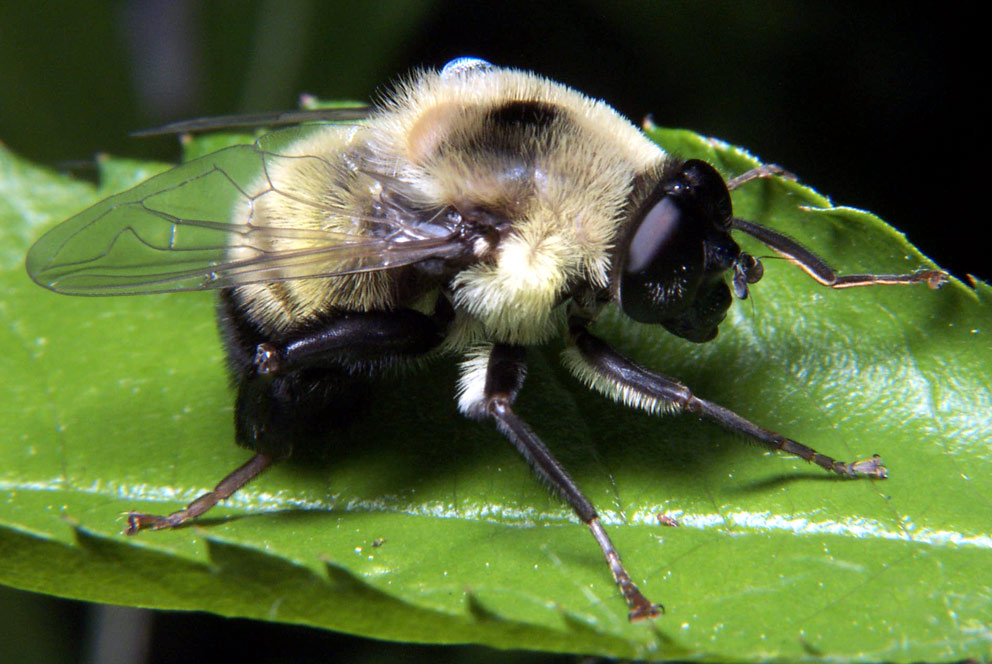
Mallota cimbiciformis （軟毛蚜蠅屬）
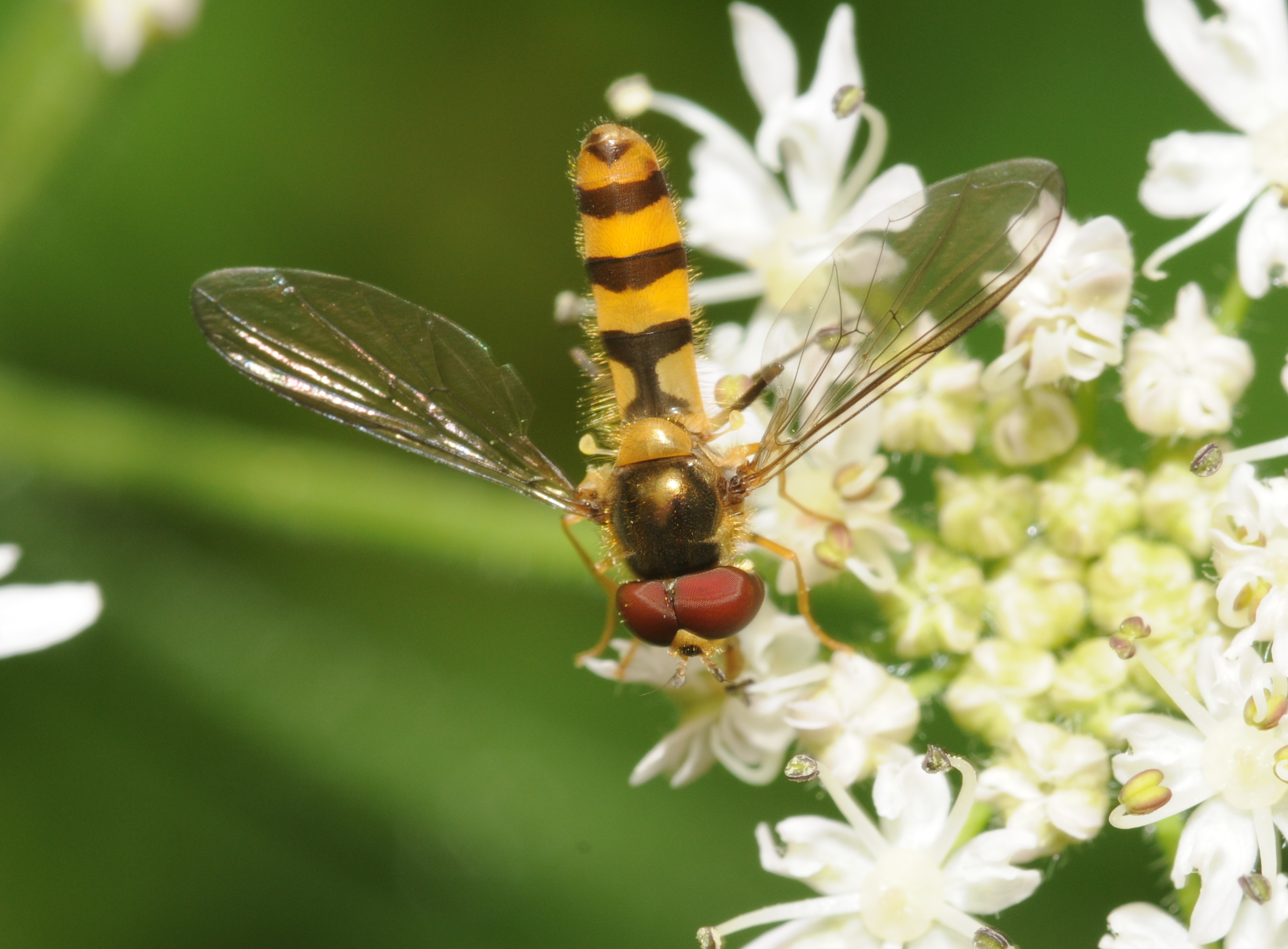
Meliscaeva cinctella （蜂蚜蠅屬）
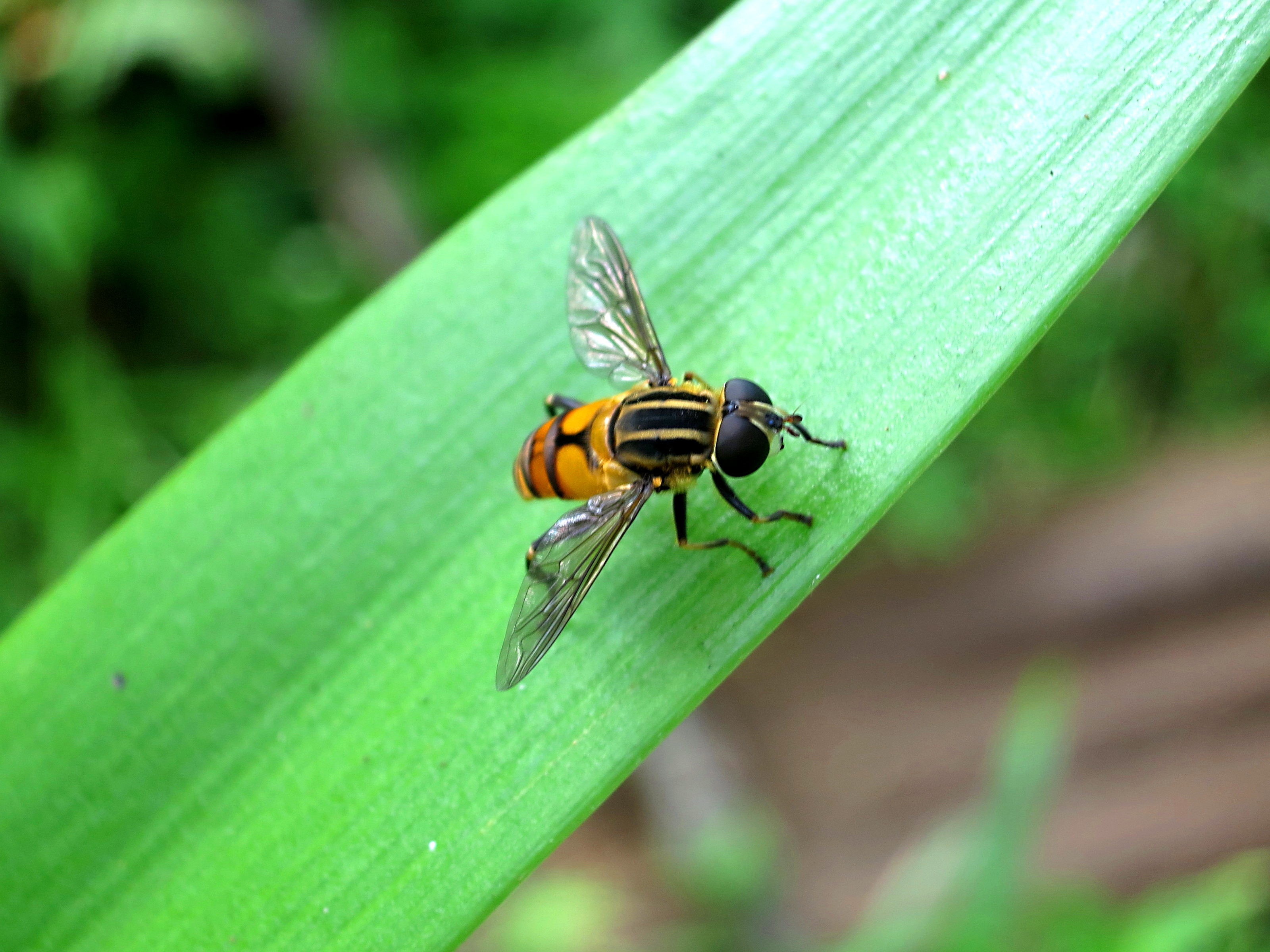
Mesembrius peregrinus （梅生蚜蠅屬）
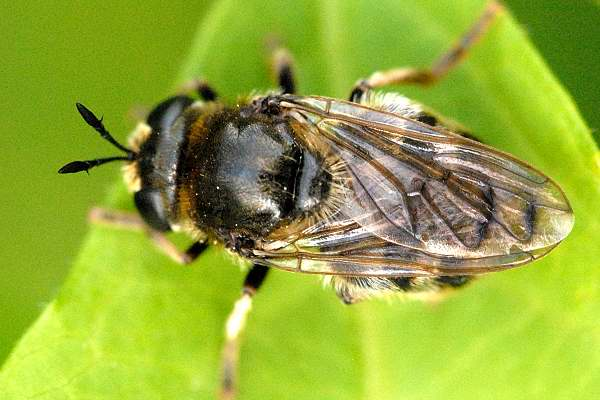
Microdon analis （微蚜蠅屬）
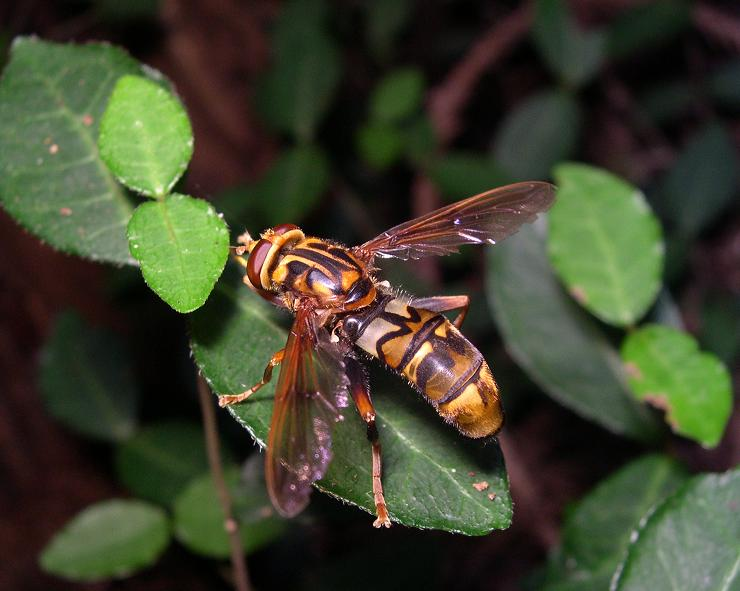
Milesia undulata （小蚜蠅屬）
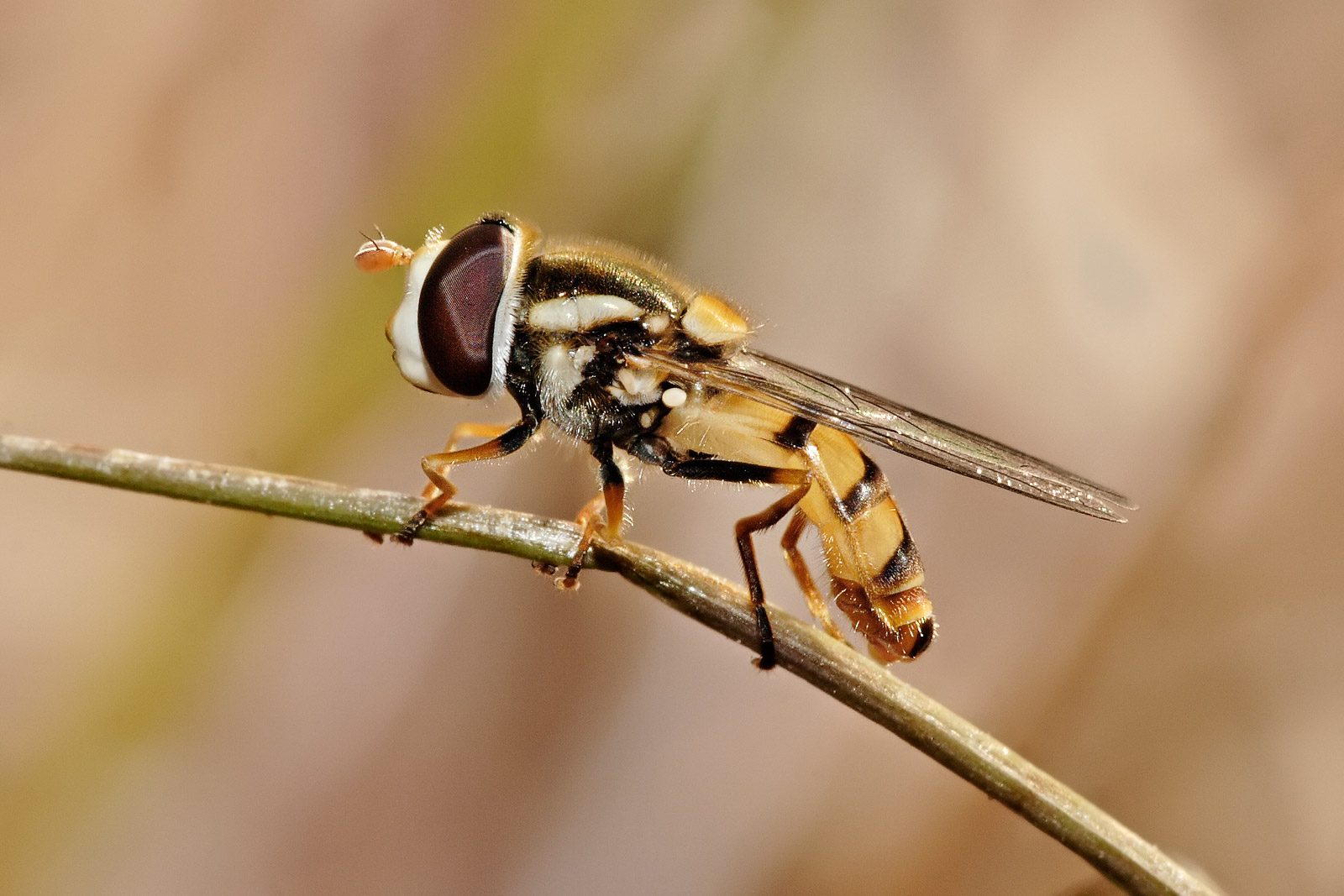
Simosyrphus grandicornis

### 食蚜蠅的圖繪

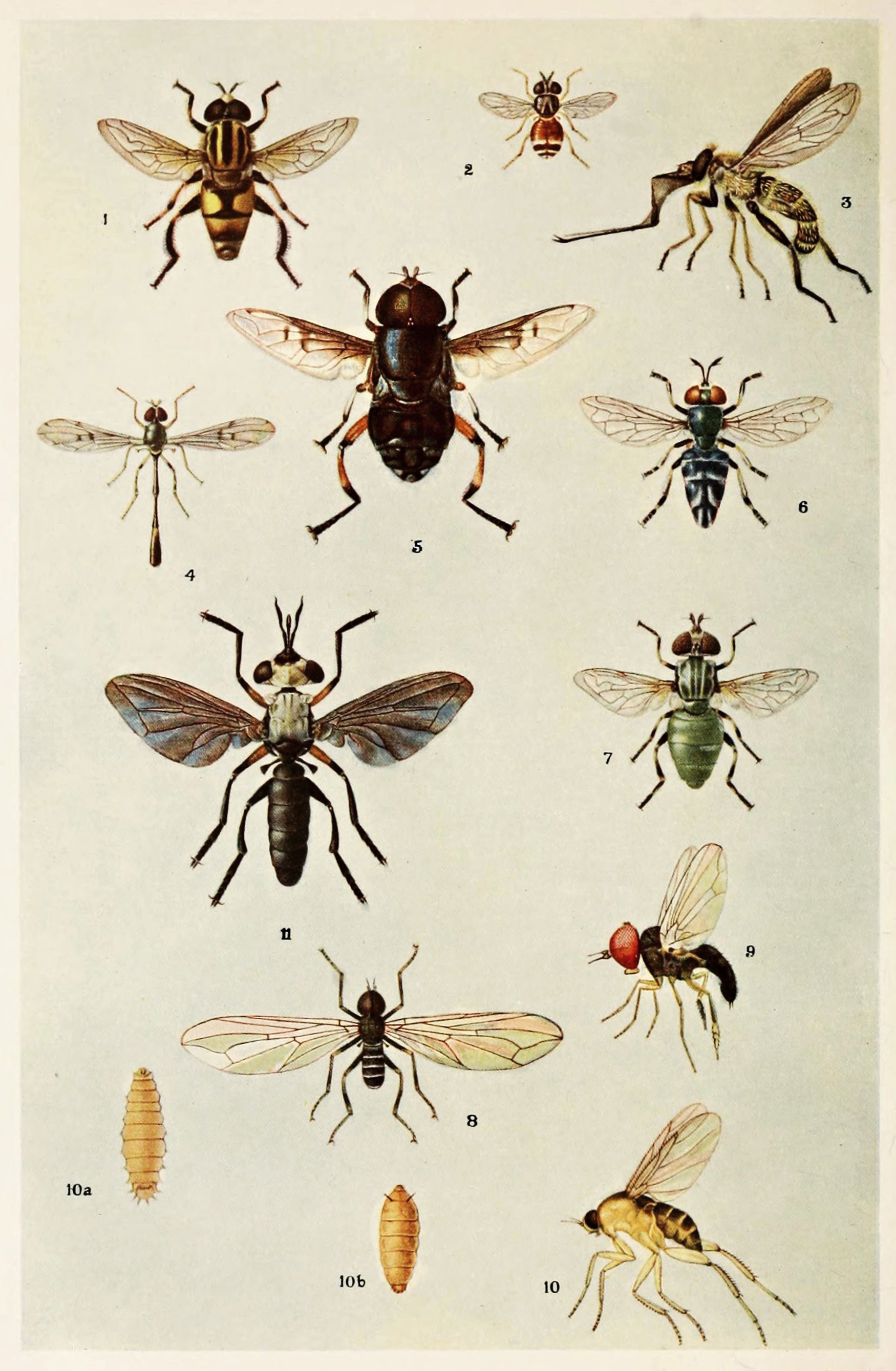
Harold Maxwell. Lefroy.Indian-Insect-Life（1909）
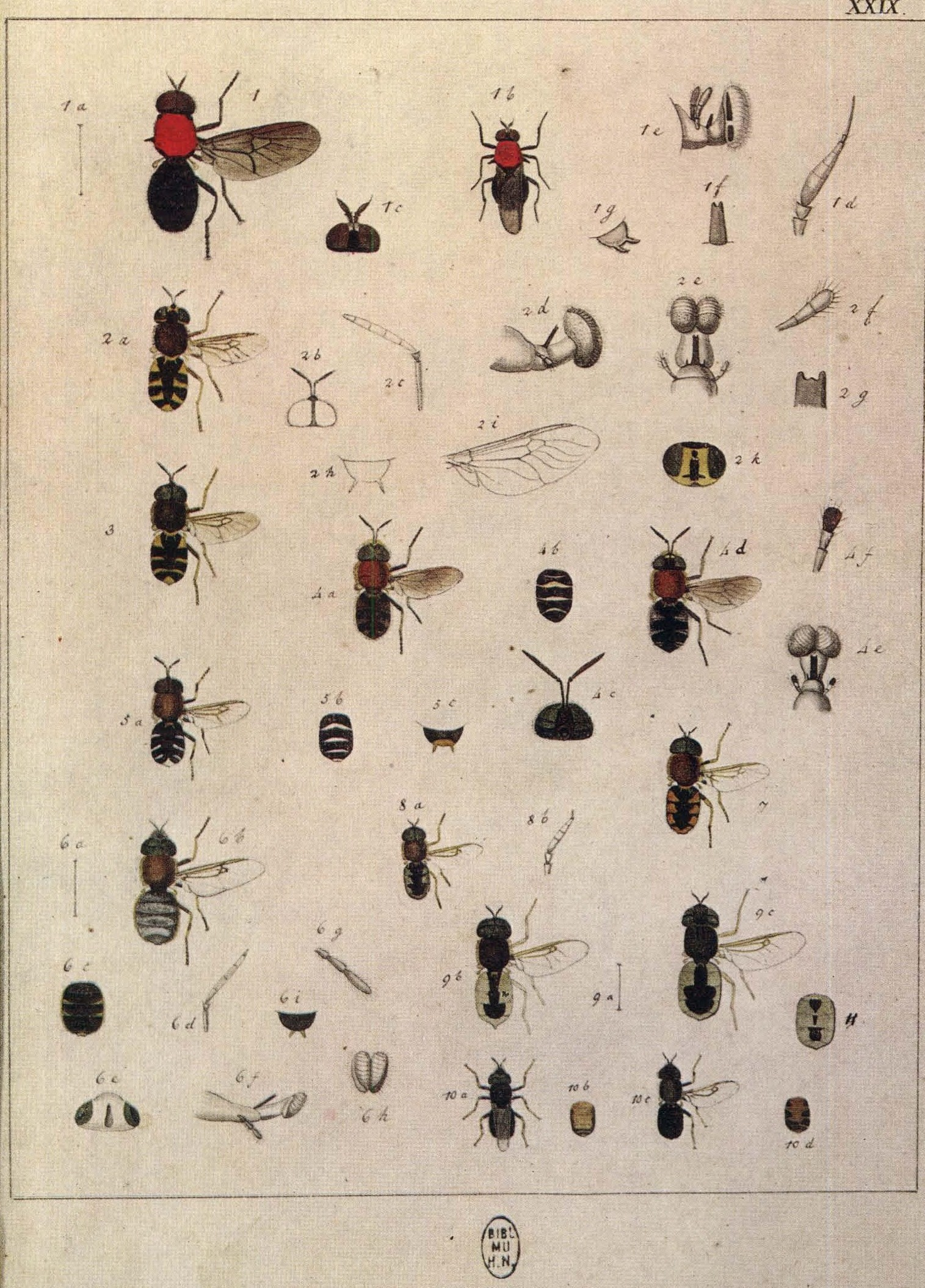
Johann Wilhelm Meigen. Abbildung der europäischen zweiflügeligen Insekten nach der Natur（1790）
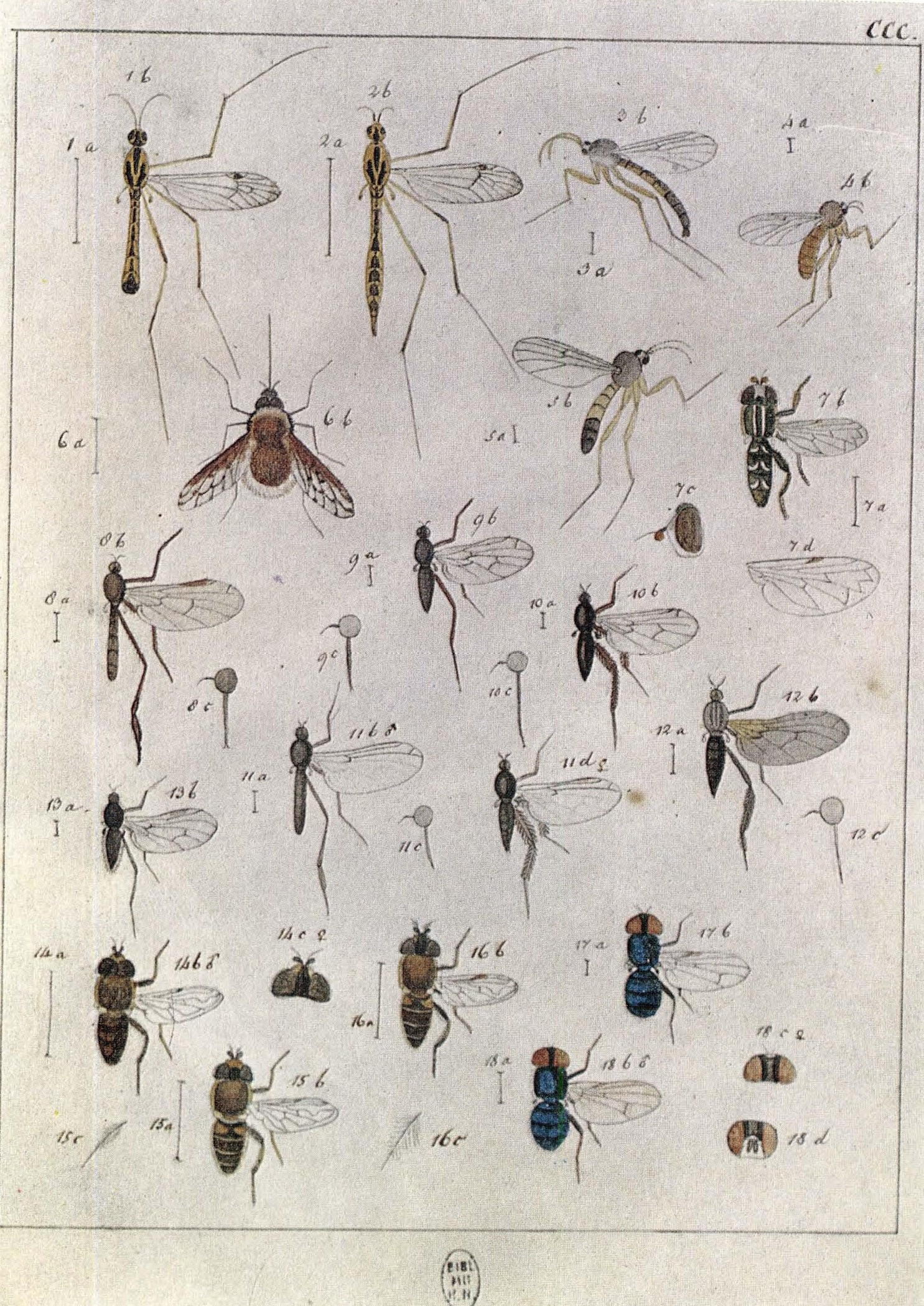
Johann Wilhelm Meigen. Abbildung der europäischen zweiflügeligen Insekten nach der Natur（1790）
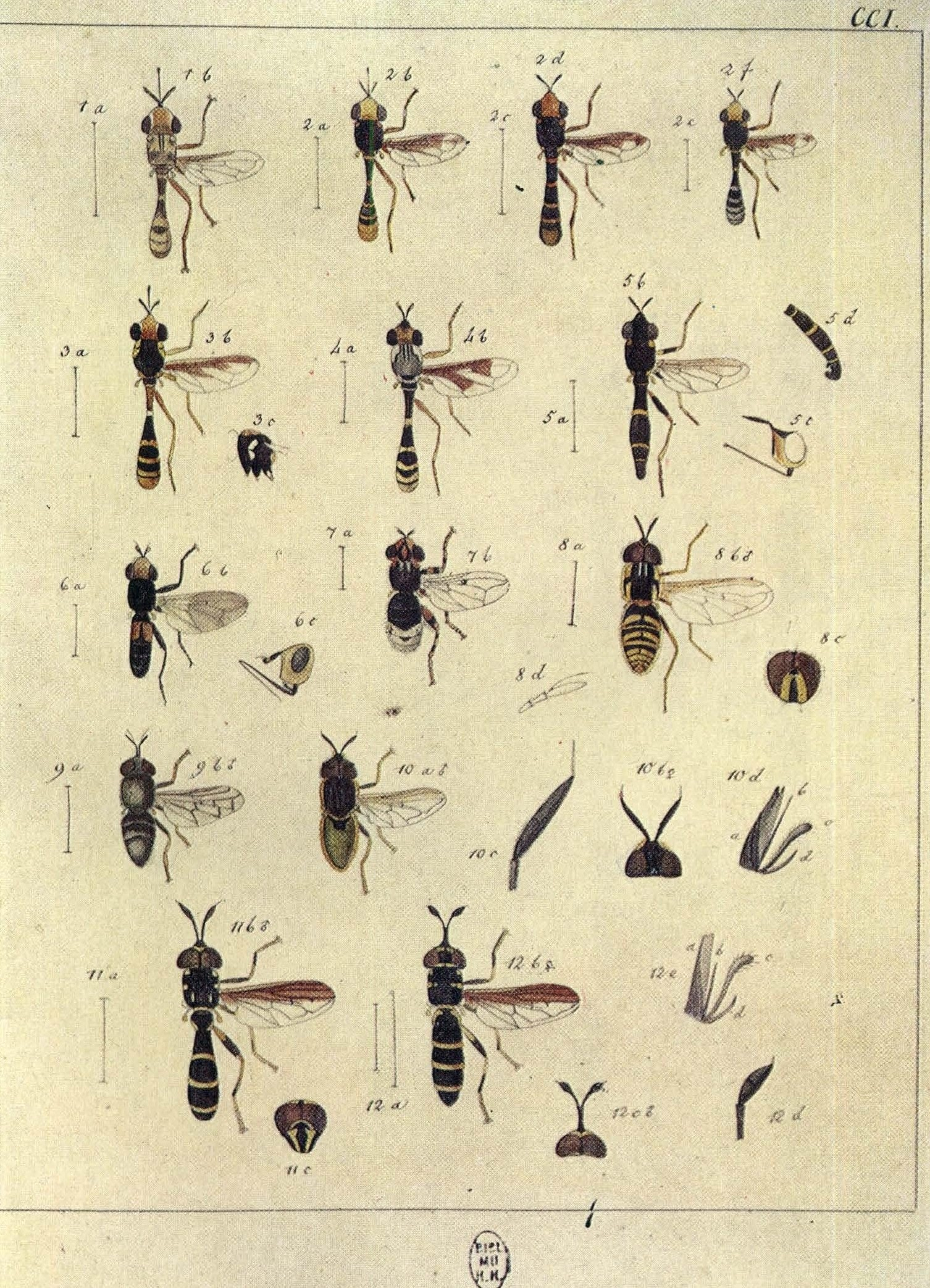
Johann Wilhelm Meigen. Abbildung der europäischen zweiflügeligen Insekten nach der Natur（1790）
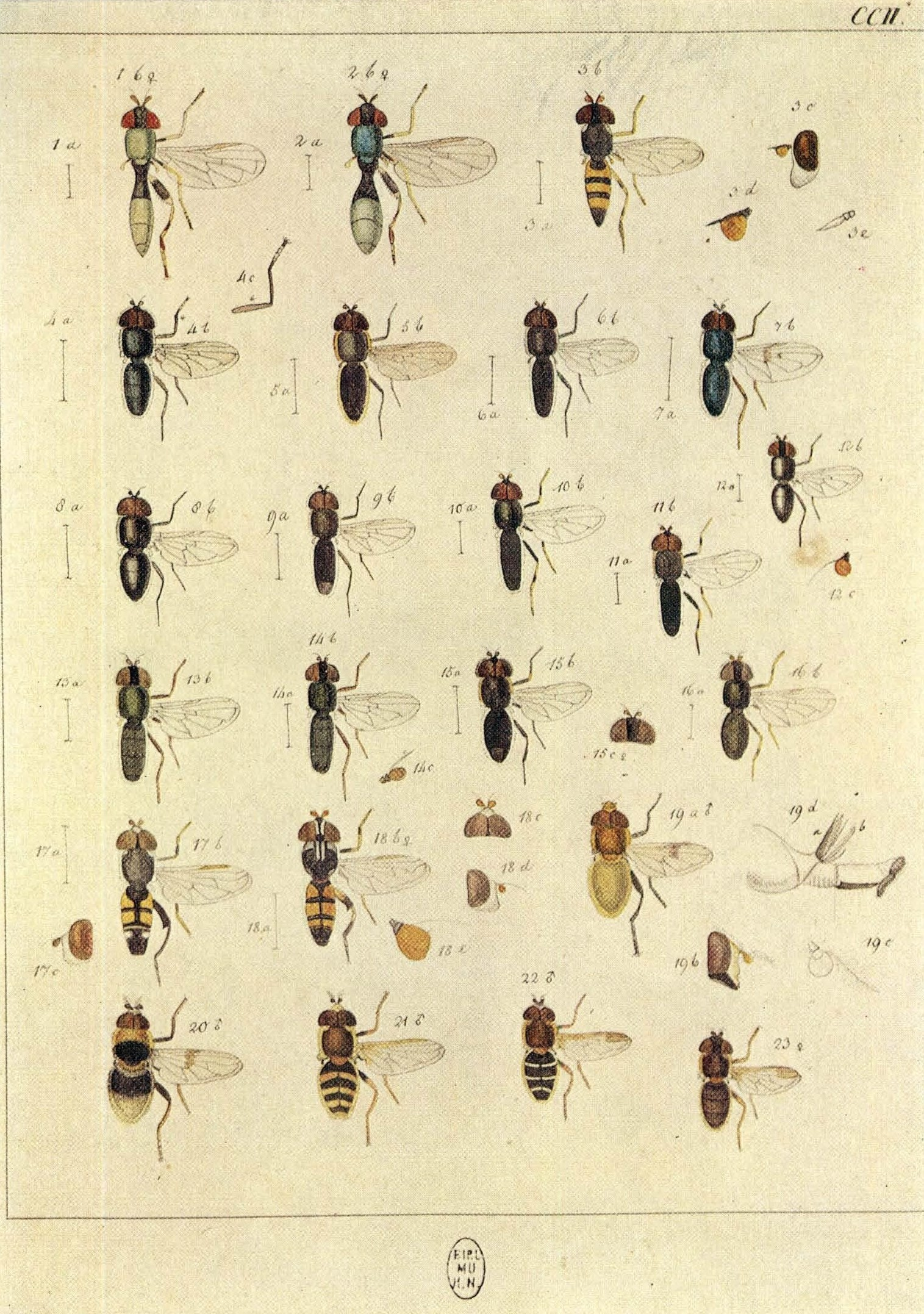
Johann Wilhelm Meigen. Abbildung der europäischen zweiflügeligen Insekten nach der Natur（1790）
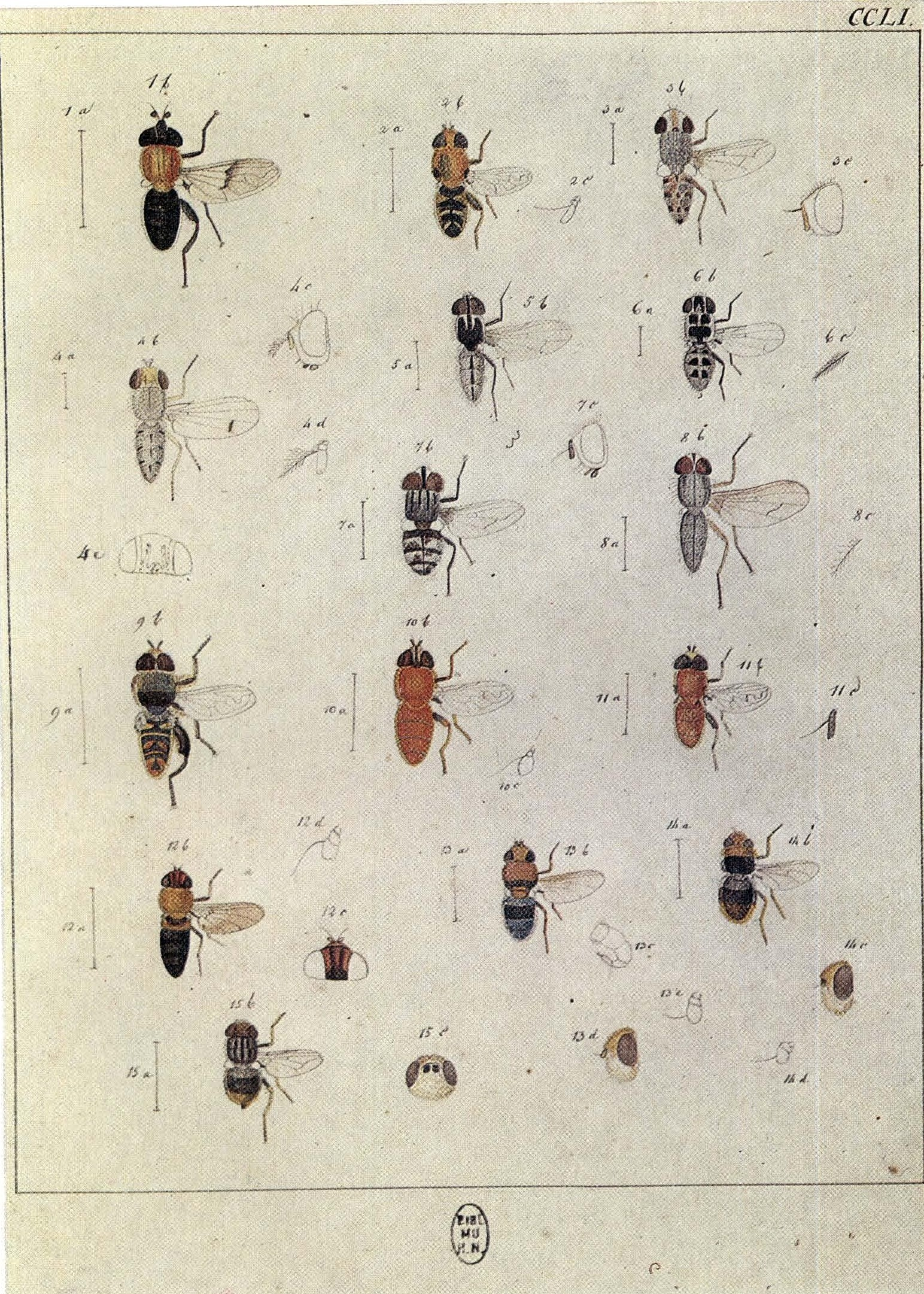
Johann Wilhelm Meigen. Abbildung der europäischen zweiflügeligen Insekten nach der Natur（1790）
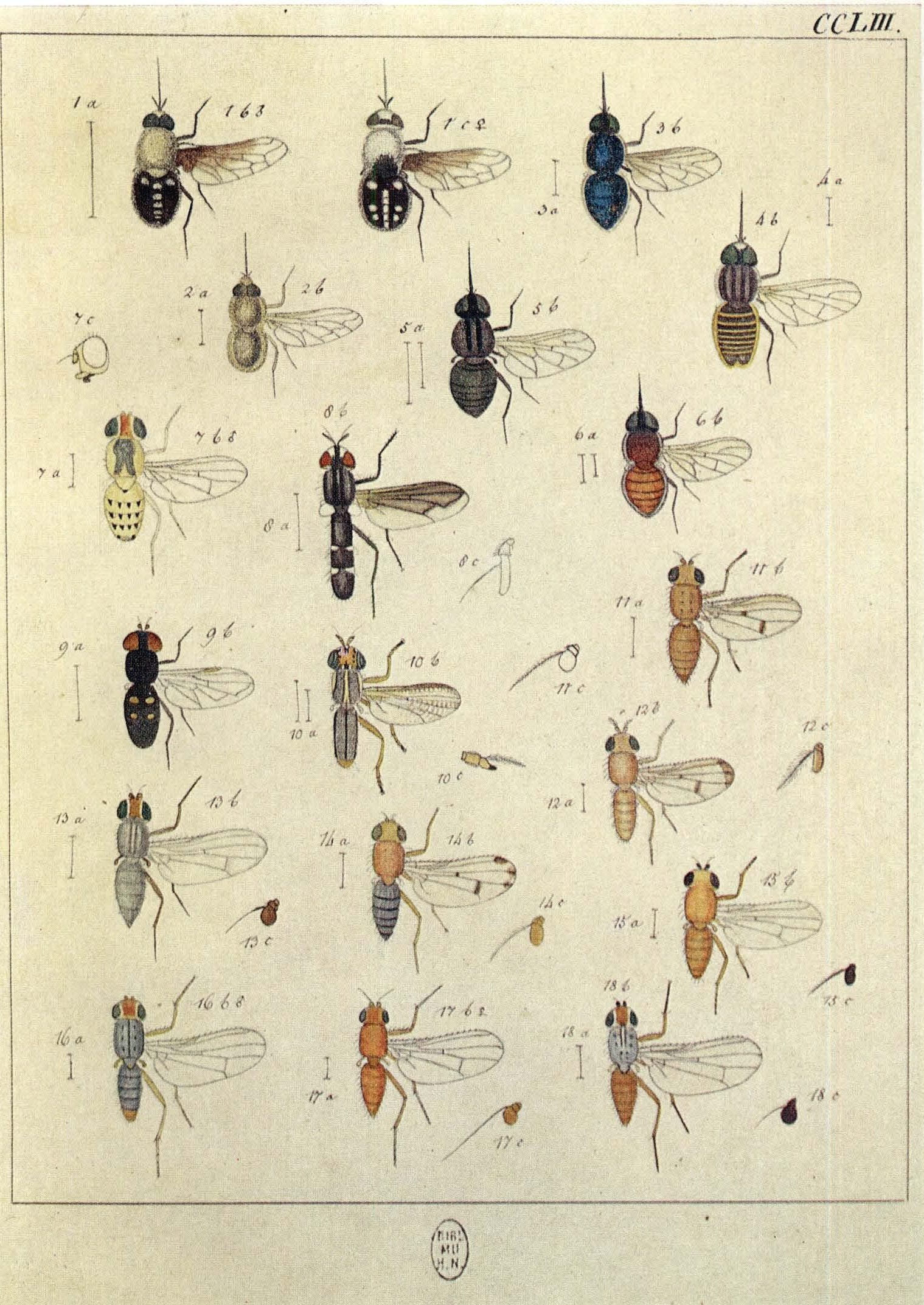
Johann Wilhelm Meigen. Abbildung der europäischen zweiflügeligen Insekten nach der Natur（1790）

## 外部連結
- 維基物種上的相關：食蚜蝇科
- All About Hoverflies
- The web-site of the British Hoverfly Recording Scheme includes photos, maps and species accounts （页面存档备份，存于）
- Syrphidae species in Europe, with photos, range maps and literature （页面存档备份，存于）
- USDA Entomology site
- Large numbers of Syrphidae photos
- Northwest European Hoverflies: identification keys and photos （页面存档备份，存于）
- Identification key for Volucella species
- Photographs of World Hoverflies from Japan, in English Archive.today的存檔，存档日期2012-12-06
- Diptera.info Picture Gallery （页面存档备份，存于）